# Hombrados
Hombrados è un comune spagnolo di 51 abitanti (2023) situato nella comunità autonoma di Castiglia-La Mancia.